# LEO.org
LEO.org (qui signifie Link Everything Online) est un dictionnaire numérique en ligne sous forme bilingue à partir de l'allemand, vers les huit langues suivantes : français, anglais, espagnol, italien, russe, chinois (mandarin standard), portugais et polonais.
Outre le dictionnaire géré par des professionnels qualifiés (un locuteur de langue maternelle allemande doit, pour participer à l'élaboration du dictionnaire allemand-français, avoir étudié la langue française, ou vice versa), il existe un forum pour chacune de ces huit langues au moyen duquel les utilisateurs de langue allemande et les autres locuteurs peuvent collaborer et se prêter main-forte dans le domaine linguistique.
L'entreprise qui gère le dictionnaire est basée à Sauerlach en Bavière et a été fondée en 2006.